# Ashtown Castle
Ashtown Castle (irsk: Caisleán Bhaile an Ásaigh) er et beboelsestårn, der ligger i Phoenix Park i Dublin, Irland.
Det blev fundet gemt af vejen inde i murene af en meget støre og yngre georgiansk bygning, Under Secretary's Lodge også kendt som Ashtown Lodge, der blev brugt af den pavelige nuntius indtil 1978. På dette tidspunkt blev fundet at være strukturelt umulig at reparere grundet råd. Da bygningen blev revet ned blev Ashtown Castle opdaget. Den er nu blevet restaureret og er en del af the Phoenix Park Visitor Centre.
Den menes at være opført i 1430'erne, da den blev bygget efter dimensioner der passer med regerings politik på dette tidspunkt, hvor personer der ønskede at opføre en borg til deres egen sikkerhed blev tilbudt £10. Borgen blev senere inkorporeret i konstruktionen af Ashtown Lodge der var officielt residens for Under Secretary fra 1782.

## The Phoenix Park Visitor Centre
The Phoenix Park Visitor Centre ligger omkring borgen, og har information og udstilling om Phoenix Park History, der går fra omkring 4500 f.v.t. til nutiden.